# Łańcut
Łańcut (im Mittelalter deutsch Landshut oder Landeshut; in der Neuzeit, auch in Österreich, dagegen deutsch Lancut) ist eine Stadt in Polen im Powiat Łańcucki in der Woiwodschaft Karpatenvorland.

## Geschichte

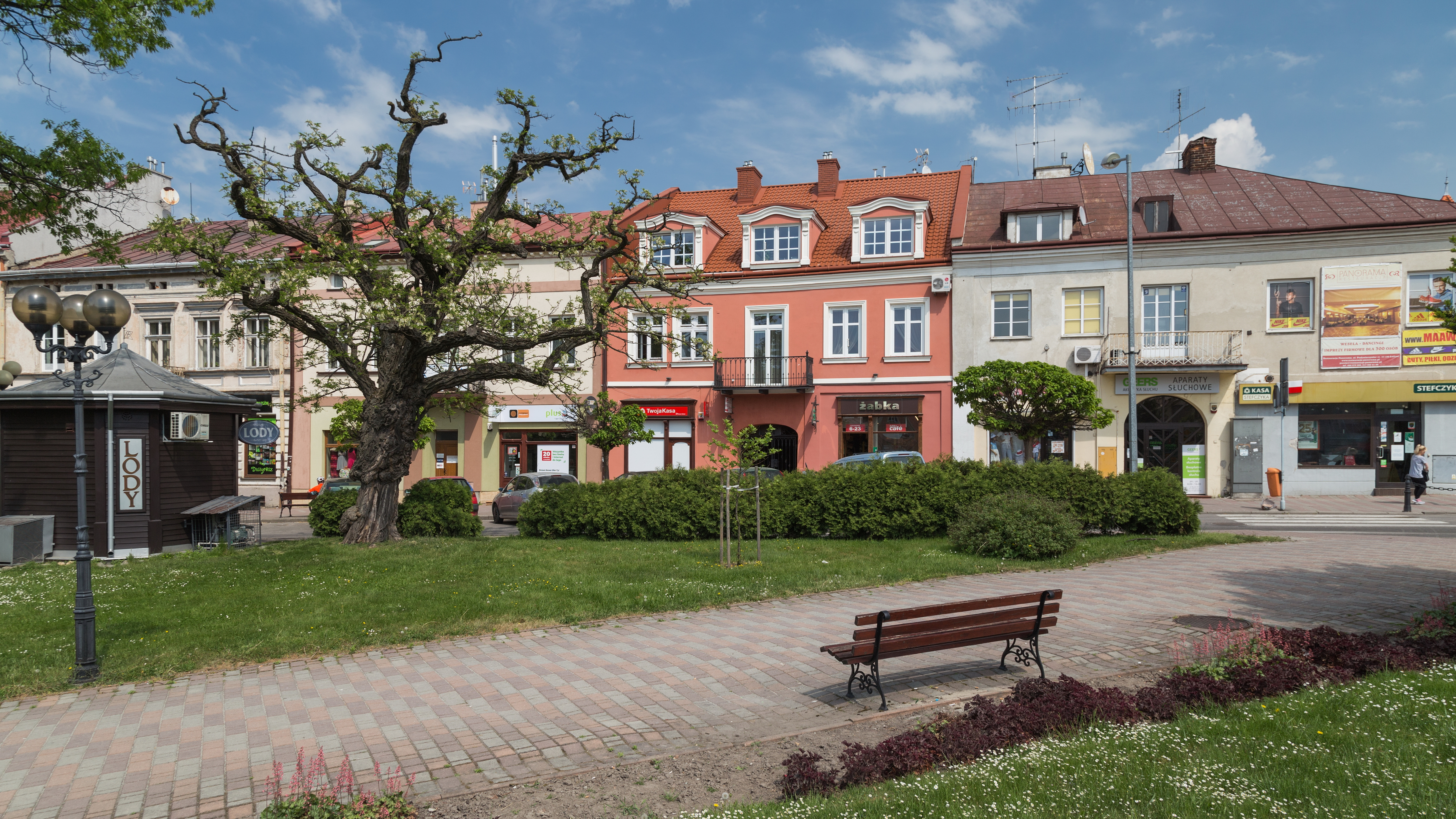
Marktplatz in Łańcut

Im Jahr 1344 oder 1345 nahm König Kasimir III. der Große († 1370) den westlichen Rand Rotrutheniens (Sanoker und Przemyśler Land) ein. Um 1349 verlieh der König die Umgebung dem deutschstämmigen Ritter Otto von Pilcza, der die Stadt Łańcut sowie mehrere benachbarte Dörfer begründete, darunter mehrere mit Hilfe deutscher Siedler. So entstand eine am besten belegte und erforschte Sprachinsel der sogenannten Walddeutschen (Krzemienica, Kraczkowa, Markowa, Albigowa, Wysoka, Sonina, Kosina, Handzlówka und Husów), obwohl die deutsche Sprache in der Stadt viel früher als in einigen benachbarten Dörfern unterging. Der im Jahr 1369 als Landshut erstmals erwähnte Name der Stadt wurde am wahrscheinlichsten aus Landeshut (Kamienna Góra) in Niederschlesien durch die Siedler übertragen. Der Ortsname ist auch ein Äquivalent der polnischen Namen wie Stróża, was möglicherweise auch die Verteidigungslinie entlang der polnisch-ruthenischen Landesgrenze signalisierte.

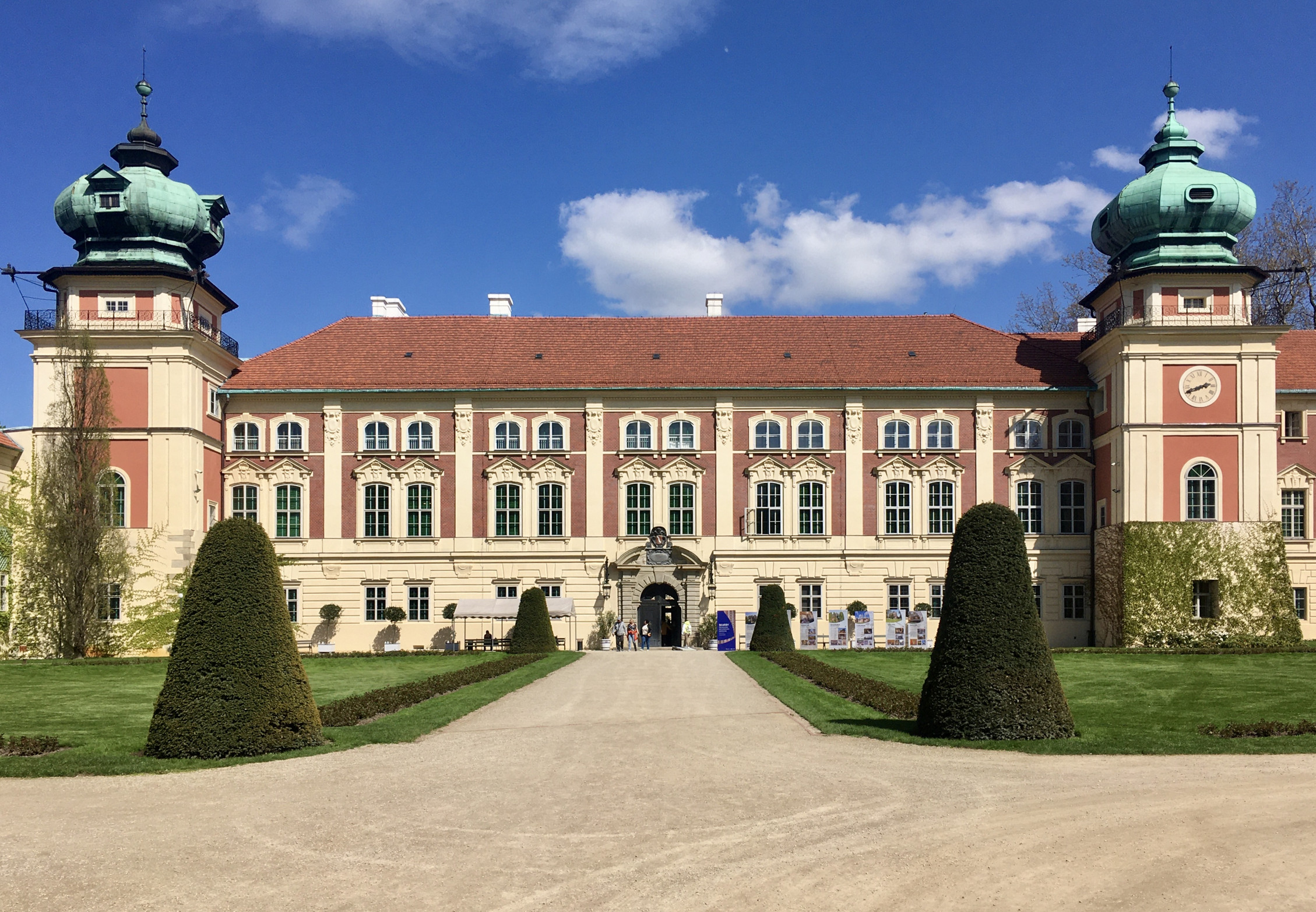
Schloss Łańcut

Die nächste Urkunde, die über den Ort Łańcut berichtet, ist eine Bulle von Papst Gregor XI. vom 28. Januar 1378. 1502, 1523 und 1626 wurde die Stadt von den Tataren angegriffen.
1629 bis 1642 wurde das Schloss errichtet. 1889 bis 1911 wurde es umfangreich restauriert und umgebaut.
1820 wütete ein großer Brand und zerstörte große Teile Łańcuts.

### Einwohnerentwicklung
1910 wurden 4857 Einwohner gezählt. 2007 lebten 18.105 Menschen in Łańcut.

## Städtepartnerschaften
- Baktalórántháza, Ungarn
- Balmazújváros, Ungarn
- Castelnuovo Bormida, Italien
- Keszthely, Ungarn
- Levoča Slowakei
- Litomyšl, Tschechien
- Piran, Slowenien
- Tavira, Portugal
- Uman, Ukraine

## Kultur und Sehenswürdigkeiten

### Museen
Das Schloss Łańcut (Muzeum – Zamek w Łańcucie) kann besichtigt werden. Es zeigt historische Wohnräume aus dem 17. Jahrhundert bis zu den 1920er Jahren. Weiterhin kann die größte Sammlung historischer Pferdekutschen Polens besichtigt werden
Außerdem gibt es ein Brennereimuseum.

### Musik
Seit 1961 findet das Musikfestival Łańcut (Muzyczny Festiwal w Łańcucie) statt.
1975 begründete Zenon Brzewski (1923–1993) die jährlich im Schloss von Łańcut stattfindenden Internationalen Musikkurse (Międzynarodowe Kursy Muzyczne im. Zenona Brzewskiego w Łańcucie).

### Bauwerke
Die wichtigste Sehenswürdigkeit des Ortes ist der Schlosskomplex, zu dem unter anderem das Museum, ein Landschaftspark, die Orangerie und die Synagoge aus dem 18. Jahrhundert gehören.
Sehenswert sind die Kirche, die 1628 errichtet wurde und der Markt mit Bauwerken aus dem 17. Jahrhundert. Außerdem gibt es drei alte Friedhöfe, den Stadtfriedhof von 1862, den jüdischen Friedhof aus dem 17. Jahrhundert und den Friedhof der Sowjetsoldaten aus dem Jahr 1944.

## Landgemeinde
Die Stadt Łańcut bildet eine Stadtgemeinde. Zugleich besteht eine eigenständige Landgemeinde gleichen Namens, zu der neun Schulzenämter gehören. Insgesamt hat die Gemeinde eine Fläche von 106,6 km², auf der 22.026 Menschen wohnen (31. Dezember 2020).

## Verkehr
Der nächste internationale Flughafen ist der Flughafen Rzeszów-Jasionka, der etwa 16 Kilometer nordwestlich liegt.
Durch die Stadt führt die Europastraße 40, zugleich Landesstraße 4. Diese führt im Westen durch das etwa 15 Kilometer entfernte Rzeszów. In östlicher Richtung führt die Straße durch Przeworsk, Jarosław und Radymno.
In Nord-Süd-Richtung führt die Woiwodschaftsstraße 877 (droga wojewódzka 877). Diese führt in nördlicher Richtung nach etwa 25 Kilometern durch Leżajsk und im Süden nach 15 Kilometern nach Dylągówka.
Der Anschluss an das Schienennetz der Polskie Koleje Państwowe (PKP) bietet unter anderem eine Direktverbindung nach Krakau.

## Persönlichkeiten

### Ehrenbürger
- Władysław Czajewski, langjähriger Direktor des Schlossmuseums
- Andrzej Gołaś (* 1946), 1998 bis 2002 Stadtpräsident Krakaus
- Bogusław Kaczyński, Organisator des Musikfestivals in Łańcut (Muzyczny Festiwal w Łańcucie)
- Krystyna und Mirosław Ławrynowiczowie, Mitorganisatoren des internationalen Musikfestivals
- Stanisław Maczek (1892–1994), polnischer General
- Józef Michalik (* 1941), Erzbischof
- Józef Piłsudski (1867–1935), polnischer Marschall und Politiker
- Stanisław Potocki, Nachfahre der ehemaligen Schlossbesitzer
- Edward Rydz-Śmigły (1886–1941), polnischer Marschall und Politiker
- Tadeusz Szymański (1917–2002), Oberst der polnischen Armee
- Ignacy Tokarczuk (1918–2012), Erzbischof

### Söhne und Töchter der Stadt
- Kazimierz Bartoszyński (1921–2015), Literaturwissenschaftler
- Zbigniew Ćwiąkalski (* 1950), Justizminister in der Regierung von Donald Tusk
- Kazimierz Gołojuch (* 1964), polnischer Politiker
- Theodor Leschetizky (1830–1915), polnisch-österreichischer Musiker, Pianist und Komponist
- Alfred Józef Potocki (1817/1822–1889), polnischer Adliger und österreichisch-ungarischer Politiker
- Rafał Wilk (* 1974), Paracycler und Speedwayfahrer
- Jan Zeh (1817–1897), Pharmazeut und Unternehmer